# William Petty (economista)
William Petty (Romsey, 27 maggio 1623 – Londra, 16 dicembre 1687) è stato un filosofo, medico ed economista inglese.

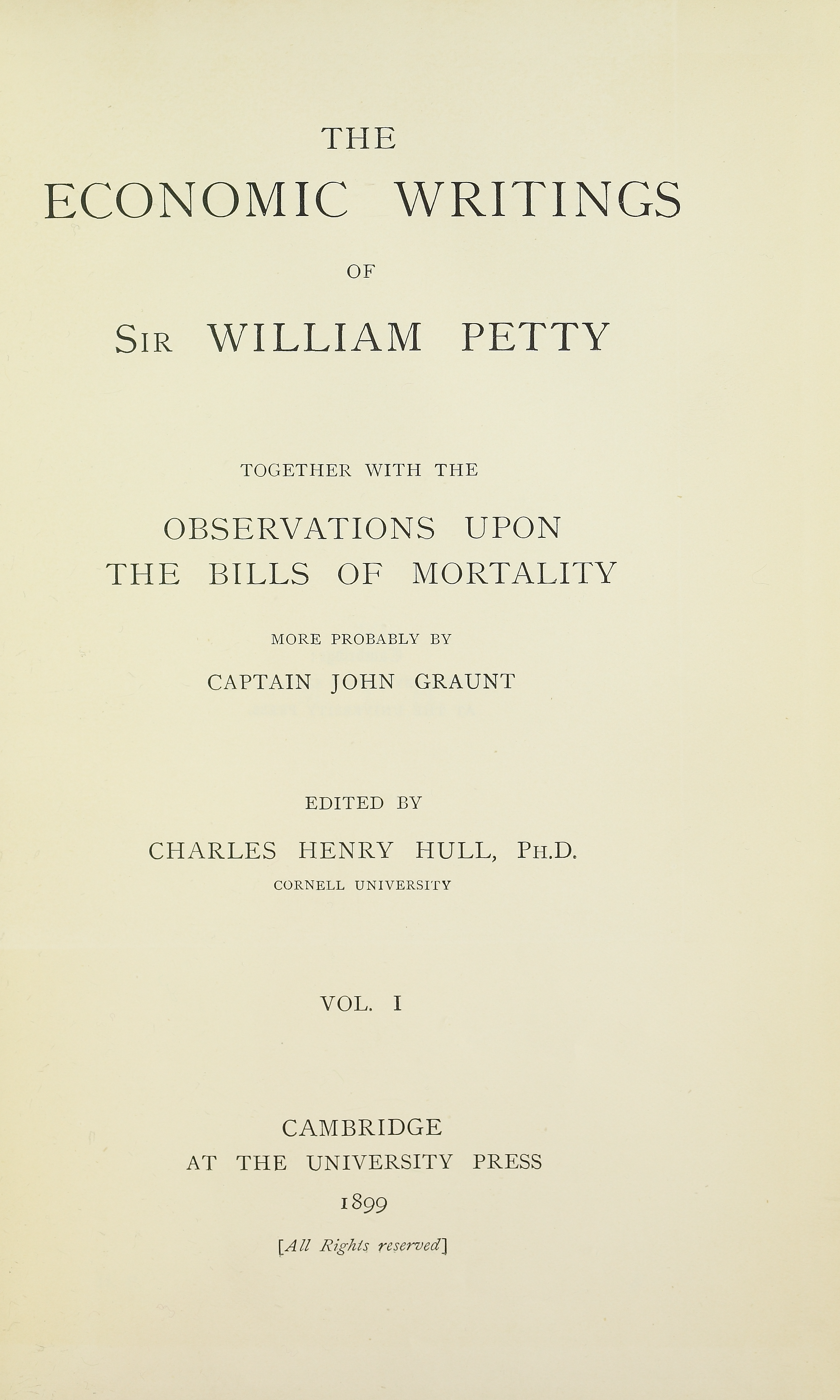
Economic writings, 1899

È noto soprattutto per essere stato il fondatore dell'aritmetica politica, disciplina che pone le basi dell'economia politica e della demografia, proponendo l'uso della statistica in materia di gestione pubblica. Gli si attribuisce anche l'enunciazione della teoria del laissez-faire in materia di politica economica. Al di là delle competenze settoriali, Petty può essere considerato un uomo universale nel senso rinascimentale del termine.

## Biografia
Nato in una famiglia di commercianti di stoffe, il giovane William Petty viene descritto come precoce e intelligente. Si imbarcò nel 1637 come mozzo di marina, ma fu presto sbarcato in Normandia. Così a 14 anni fu accolto al Collège du Mont di Caen, importante scuola tenuta dai Gesuiti, dove studiò per un anno, mantenendosi con l'insegnamento dell'inglese. Tornò poi in Inghilterra con una sufficiente conoscenza di latino, greco, francese, e anche di matematica e astronomia, e si impiegò in Marina.
A vent'anni, nel 1643, lasciò la marina per andare a studiare nei Paesi Bassi, dove sviluppò un forte interesse per l'anatomia. Grazie ad un professore inglese che insegnava ad Amsterdam, divenne il segretario personale di Hobbes, il che gli consentì di entrare in contatto con Descartes, Gassendi e Mersenne. Tornò in Inghilterra nel 1646 per andare a studiare medicina a Oxford. Lì divenne amico di Hartlib e di Boyle, e membro dell'Oxford Philosophical Club.
Nel 1651 fu assistente di anatomia al Brasenose College di Oxford, e anche professore di musica al Gresham College di Londra.
Nel 1652 seguì l'esercito di Oliver Cromwell come medico generale in Irlanda. La sua opposizione all'insegnamento tradizionale, e forse anche la sua adesione al nuovo metodo scientifico di Francis Bacon lo allontanarono da Oxford.
Nel 1654 fu incaricato di creare il catasto dell'Irlanda. Questo enorme lavoro fu completato in due anni, nel 1656, e divenne noto com Down Survey. Fu poi pubblicato quasi trent'anni dopo, nel 1685, con il titolo Hiberniae Delineatio. L'importanza dell'incarico consisteva nel fatto che Cromwell remunerava i suoi finanziatori in terreni, e anche William Petty fu pagato in terreni, ricevendo 30 000 acri (pari a circa 12 000 ettari) di terreni nel sud ovest dell'Irlanda, nonché 9 000 sterline. La dimensione del compenso suscitò sospetti di corruzione e di frode, che accompagnarono Petty fino alla sua morte, senza che però fossero mai prodotte prove concrete.
Tornato in Inghilterra, fu eletto al Parlamento nel 1659. Nonostante le sue posizioni politiche filocromwelliane, la restaurazione di Carlo II lo trattò con riguardo, pur privandolo di una parte delle sue proprietà.
Nel 1662 Petty contribuì alla fondazione della Royal Society scrivendo la sua prima opera di economia, il Trattato sulla fiscalità. Applicò il suo interesse scientifico anche ad esperimenti di architettura navale, ma senza grande successo. Fatto cavaliere da Carlo II, nel 1666 tornò in Irlanda, dove passò gran parte dei vent'anni successivi.
Gli avvenimenti che lo condussero da Oxford all'Irlanda segnarono la sua evoluzione dalla medicina e dalle scienze fisiche verso le scienze sociali, alle quali da allora consacrò la propria vita. La prosperità dell'Irlanda divenne il suo maggior interesse, ed egli propose molti modi per tirar fuori il Paese dalla sua arretratezza.
Tornato a Londra nel 1685, vi morì nel 1687, a 64 anni.
La sua celebrità è affidata ai suoi scritti di storia economica e di statistica. I suoi lavori di aritmetica, insieme con quelli di John Graunt, fondarono le moderne tecniche di calcolo demografico, e approfonditi da altri studiosi come Josiah Child furono alla base del moderno sistema assicurativo. Schumpeter, nella sua Storia dell'analisi economica, le descrive come "uno di quegli individui pieni di vitalità che trasformano in successo quasi tutto ciò che toccano, anche le sconfitte" e in effetti, benché abbia pagato il prezzo della molteplicità e dispersività dei propri interessi, William Petty resta una delle grandi figure del pensiero economico precedente ad Adam Smith.

## Uno dei principali precursori della scienza economica

### Le influenze filosofiche
Nel contesto della filosofia ottimista del XVIII secolo, segnata dal nuovo spirito che poteva condurre Montesquieu a definire le leggi scientifiche come l'espressione "dei rapporti che derivano dalla natura delle cose", l'opera di Petty fu segnata da due notevoli influenze. Anzitutto quella di Thomas Hobbes, per il quale la teoria dovrebbe stabilire le condizioni necessarie "alla pace civile e all'abbondanza materiale". Hobbes si era consacrato alla pace, Petty scelse di dare priorità alla prosperità.
Per un altro verso fu profonda l'influenza su Petty di Francis Bacon. Non diversamente da Hobbes, questi era convinto che la matematica e le scienze fisiche dovessero essere alla base di tutte le scienze razionali. Questa passione per l'esattezza condusse Petty a decidere che la sua pratica scientifica si sarebbe esercitata soltanto su fenomeni misurabili e avrebbe mirato alla precisione quantitativa, definendo così un nuovo terreno scientifico che egli chiamò aritmetica politica.

## Le teorie economiche
Petty produsse tre opere economiche principali: Treatise of Taxes and Contributions (1662), Verbum Sapienti (1665) e Quantulumcunque concerning money (1682). Questi lavori, che attirarono l'attenzione durante gli anni 1690, contengono le innovazioni da lui apportate in numerosi campi.

### La contabilità nazionale
Nel fare i suoi calcoli Petty introduce, nel Verbum Sapienti, le prime analisi rigorose del reddito nazionale lordo e della ricchezza, che va ben oltre l'oro e l'argento. Egli stabilisce una stima del reddito personale medio che doveva raggiungere un valore di 6 sterline 13 scellini e 4 pence l'anno, il che per una popolazione di 6 milioni di abitanti dava luogo ad un RNL di circa 40 milioni di sterline. Petty produsse delle stime, di varia affidabilità, delle diverse componenti del reddito nazionale, comprendendovi la terra, la flotta, le proprietà personali e gli alloggi, e distinguendo tra valori di stock (stimati in 250 milioni di £) e flussi generati da questi ultimi (stimati in 15 milioni). La differenza tra questi flussi e la sua stima del reddito nazionale indicata sopra (40 milioni di £), condussero Petty a postulare che gli altri 25 milioni provenissero dai 417 milioni dello stock di lavoro, fossero cioè il valore della forza lavoro.
Questo calcolo produceva una stima della ricchezza totale dell'Inghilterra negli anni 1660, come ammontante a 667 milioni di sterline.
In questo senso si può affermare che l'analisi moderna del reddito abbia avuto inizio con Petty e Quesnay.

### La fiscalità
All'epoca di Petty, l'Inghilterra era impegnata nelle Guerre anglo-olandesi, e nei primi tre capitoli del Treatise of Taxes and Contributions Petty cercò di stabilire dei princìpi di tassazione e spesa pubblica a cui dovesse adeguarsi anche il monarca, quando decideva di procurarsi fondi per la guerra. Petty elenca sei tipi di spesa pubblica (difesa, governo, cura delle anime, educazione, mantenimento degli invalidi di ogni tipo e infrastrutture) come "beni universali" (things of universal good), discutendo cause generali e particolari di modifica di questi oneri. Egli ritiene che sia un obiettivo importante la riduzione dei primi quattro tipi di spesa pubblica - e raccomanda invece di aumentare le spese destinate all'assistenza (agli anziani, ai malati, agli orfani ecc.), come quelle destinate a creare impiego pubblico.
Quanto all'aumentare le imposte Petty si mostra un ardente difensore della tassazione sui consumi. Raccomanda che la tassazione generale sia appena sufficiente a coprire la spesa pubblica come egli stesso l'ha definita, e che le tasse siano eque, regolari e proporzionali al reddito. Condanna l'imposte capitaria come sommamente iniqua, e il dazio sulla birra un'imposta che pesa eccessivamente sui poveri. Raccomanda di organizzare informazioni statistiche di qualità molto superiore a quelle correnti, sulle quali impostare una tassazione più equa. Le importazioni dovrebbero essere tassate, ma non più di quanto serva per mantenere sul mercato i prodotti locali.
Un aspetto rilevante dell'economia di questo periodo è che si sta trasformando da sistema basato sul baratto a sistema basato sulla moneta. In quest'ottica, e consapevole della scarsità di moneta circolante, Petty raccomanda che le tasse siano pagabili anche con mezzi diversi dalla moneta in oro o argento, che egli stima non superi l'1% della ricchezza nazionale e alla quale, secondo lui, viene data troppa importanza.

### L'offerta di moneta e la sua velocità di circolazione
L'ammontare dello stock di ricchezza mal si conciliava con l'offerta di moneta in oro e in argento, che raggiungeva soltanto i 6 milioni di sterline. Petty credeva che ogni nazione dovesse disporre di un ammontare monetario minimo, a fini di scambio commerciale. Così poteva capitare che si verificasse una scarsità di moneta circolante nell'economia, il che costringeva le persone a limitarsi al baratto. Poteva però anche capitare che vi fosse in circolazione troppa moneta. Ma la questione fondamentale che il filosofo si poneva era: i 6 milioni di circolante sono sufficienti a finanziare il commercio, specialmente se il re volesse disporre di altri fondi per finanziare la guerra con i Paesi Bassi?
Petty risolse la questione utilizzando la velocità di circolazione della moneta. Anticipando la teoria quantitativa della moneta (di cui spesso si è detto che sia stata iniziata da Jean Bodin), dove {\displaystyle \mathbf {Y=MS*v} \,}, dove Y è la produzione di ricchezza totale e MS è l'offerta di moneta, Petty stabilì che se la produzione di ricchezza Y cresce, mentre l'offerta di moneta MS è determinata e costante, allora è necessario che aumenti la velocità di circolazione v. Questo fenomeno potrebbe essere consentito dall'attività bancaria. Petty dichiarò esplicitamente che né la crescita della massa monetaria, né la sua diminuzione, intervenuta negli anni precedenti, sono la risposta universale a tutte le finalità di uno Stato ben ordinato, ma che questa risposta era appunto da ricercare nella maggiore velocità di circolazione, evidenziando così che la moneta è un mezzo, e non un fine. Ciò che colpisce in quest'analisi è il rigore intellettuale, che pone Petty molto più avanti degli scrittori mercantilisti. Il suo metodo dimostrativo si serve di riferimenti biologici - analogie che saranno utilizzate anche dai fisiocratici francesi del Settecento.

## Pubblicazioni
- A Treatise of Taxes and Contributions (1662)
- Political Arithmetic, postumo (circa 1676, pub. 1690)
- Verbum Sapienti, postumo (1664, pub. 1691)
- Political Anatomy of Ireland, postumo (1672, pub. 1691)
- Quantulumcunque Concerning Money, postumo (1682, pub. 1695)

### Edizioni
- Five essays in political arithmetick, London, Henry Mortlock, 1687.
- Economic writings, vol. 1, Cambridge, University Press, 1899.
- Economic writings, vol. 2, Cambridge, University Press, 1899.